# Liste des présidents du Kirghizistan
La liste des chefs d'État et présidents de la République kirghize répertorie les dirigeants de ce pays depuis l'indépendance de l'URSS le 31 août 1991.

## Historique
Au fil du temps, certaines fonctions ont secondé le président kirghize : le vice-président de 1990 à 1993 puis le premier ministre de 1991 à 2021. À partir de 2021, à la suite du référendum constitutionnel et à la réforme conséquente qui transforme le régime parlementaire en un régime présidentiel, le président devient le chef du gouvernement.

### Anciennes fonctions

#### Vice-président

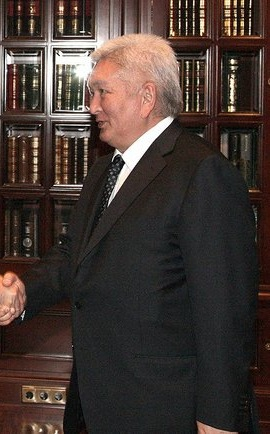
Felix Kulov, dernier titulaire de la vice-présidence kirghize.

Le vice-président du Kirghizistan est une ancienne fonction politique exécutive du Kirghizistan existant de décembre 1990 à décembre 1993.
Le vice-président était chargé d’assumer les fonctions du président si celui-ci était incapable de les exercer. En vertu de l’article 50 de la Constitution de 2007, cette responsabilité incombe au Premier ministre. Cette dernière fonction est cependant abolie lors de l'entrée en vigueur de la nouvelle constitution en 2021 transformant la république d'un régime parlementaire à un régime présidentiel.
Titulaires
| Nom                | Début du mandat | Fin du mandat    |
| ------------------ | --------------- | ---------------- |
| Nasirdin Isanov    | Décembre 1990   | Janvier 1991     |
| German Kouznetsov, | Janvier 1991    | 27 février 1992  |
| Felix Kulov,       | 27 février 1992 | 10 décembre 1993 |

### Système électoral actuel
Le président de la République kirghize est élu au scrutin uninominal majoritaire à deux tours pour un mandat de cinq ans renouvelable une seule fois. Est élu le candidat ayant obtenu la majorité absolue des suffrages exprimés au premier tour. À défaut, un second tour est organisé entre les deux candidats ayant obtenu le plus grand nombre de votes, et celui qui arrive en tête est déclaré élu.
Sous la constitution de 2010, remplacée par référendum en 2021, le président était limité à un unique mandat de six ans non renouvelable. Avant cela, le mandat était de cinq ans renouvelable une fois comme sous la constitution en vigueur.

## Liste
| N° | Portrait       | Titulaire (Naissance-mort)       | Élection            | Mandat            | Mandat                                            | Mandat                     | Parti politique | Parti politique | Notes |
| N° | Portrait       | Titulaire (Naissance-mort)       | Élection            | Début             | Fin                                               | Durée                      | Parti politique | Parti politique | Notes |
| -- | -------------- | -------------------------------- | ------------------- | ----------------- | ------------------------------------------------- | -------------------------- | --------------- | --------------- | --- |
| 1  |                | Askar Akaïev (né en 1944)        | 1990 1991 1995 2000 | 27 octobre 1990   | 24 mars 2005                                      | 14 ans, 6 mois et 27 jours |                 | Indépendant     | Renversé par la révolution des Tulipes |
| —  |                | Ichenbaï Kadyrbekov (né en 1949) | Intérim             | 24 mars 2005      | 25 mars 2005                                      | 1 jour                     |                 | Indépendant     | Président de la République (par intérim)                                                                                                  |
| 2  |                | Kourmanbek Bakiev (né en 1949)   | Intérim             | 25 mars 2005      | 14 août 2005                                      | 5 ans et 13 jours          |                 | Ak Jol          | Président de la République (par intérim)                                                                                                  |
| 2  | 2005           | Kourmanbek Bakiev (né en 1949)   | 14 août 2005        | 2 août 2009       | Renversé par la révolution kirghize de 2010       | 5 ans et 13 jours          |                 | Ak Jol          | |
| 2  | 2009           | Kourmanbek Bakiev (né en 1949)   | 2 août 2009         | 7 avril 2010      | Renversé par la révolution kirghize de 2010       | 5 ans et 13 jours          |                 | Ak Jol          | |
| 3  |                | Roza Otounbaïeva (née en 1950)   | Intérim             | 7 avril 2010      | 19 mai 2010                                       | 1 an, 7 mois et 24 jours   |                 | SDPK            | Chef de l'État et du gouvernement provisoire                                                                                              |
| 3  | 19 mai 2010    | Roza Otounbaïeva (née en 1950)   | Intérim             | 3 juillet 2010    | Présidente de la République (à titre transitoire) | 1 an, 7 mois et 24 jours   |                 | SDPK            | |
| 3  | 3 juillet 2010 | Roza Otounbaïeva (née en 1950)   | Intérim             | 1er décembre 2011 | Première femme à accéder à ce poste.              | 1 an, 7 mois et 24 jours   |                 | SDPK            | |
| 4  |                | Almazbek Atambaïev (né en 1956)  | 2011                | 1er décembre 2011 | 24 novembre 2017                                  | 5 ans, 11 mois et 23 jours |                 | SDPK            | Première passation de pouvoir démocratique. Premier président à terminer son mandat.                                                      |
| 5  |                | Sooronbay Jeenbekov (né en 1958) | 2017                | 24 novembre 2017  | 15 octobre 2020                                   | 2 ans, 10 mois et 21 jours |                 | SDPK            | Première passation de pouvoir démocratique entre deux présidents élus. Démissionne à la suite des manifestations de 2020 au Kirghizistan. |
| —  |                | Sadyr Japarov (né en 1968)       | Intérim             | 15 octobre 2020   | 14 novembre 2020                                  | 30 jours                   |                 | Mekentchil      | Président de la République (par intérim). Démissionne pour pouvoir se présenter à la présidentielle.                                      |
| —  |                | Talant Mamytov (né en 1976)      | Intérim             | 14 novembre 2020  | 28 janvier 2021                                   | 2 mois et 14 jours         |                 | Kirghizistan    | Président de la République (par intérim)                                                                                                  |
| 5  |                | Sadyr Japarov (né en 1968)       | 2021                | 28 janvier 2021   | en fonction                                       | 4 ans, 5 mois et 22 jours  |                 | Mekentchil      | Président de la République, chef du gouvernement                                                                                          |

## Anecdotes
Les cinq premiers présidents de la République kirghize ont quitté leur poste à l'âge de 61 ans, deux lors d'une passation de pouvoirs classique et trois lors d'un soulèvement populaire,. Cette particularité a mené plusieurs médias d'opposition à mentionner l'anecdote à Sooronbay Jeenbekov à l'approche de son 61e anniversaire. Jeenbekov démissionne de son poste le 15 octobre 2020, un mois et un jour avant son 62e anniversaire, dans le contexte de manifestations anti-gouvernementales.